# Lekkoatletyka na Igrzyskach Śródziemnomorskich 1975
Zawody lekkoatletyczne na  igrzyskach śródziemnomorskich w 1975 odbyły się w sierpniu w Algierze.

## Wyniki

### Mężczyźni

#### konkurencje biegowe
| Konkurencja:                       | 1. miejsce                                                                         | Rezultat   | 2. miejsce                                                                           | Rezultat | 3. miejsce                                                                       | Rezultat |
| Bieg na 100 metrów                 | Pietro Mennea · Włochy                                                             | 10,43      | Wasilis Papajeorgopulos · Grecja                                                     | 10,44    | René Metz · Francja                                                              | 10,57    |
| Bieg na 200 metrów                 | Pietro Mennea · Włochy                                                             | 20,52 GR   | Predrag Križan · Jugosławia                                                          | 21,20    | Pasqualino Abeti · Włochy                                                        | 21,30    |
| Bieg na 400 metrów                 | Josip Alebić · Jugosławia                                                          | 46,44 GR   | Kyriakos Onisiforou · Grecja                                                         | 47,33    | Milorad Čikić · Jugosławia                                                       | 47,37    |
| Bieg na 800 metrów                 | Milovan Savić · Jugosławia                                                         | 1:48,5     | Mohamed Sid Ali Djouadi · Algieria                                                   | 1:48,8   | Roqui Sanchez · Francja                                                          | 1:49,0   |
| Bieg na 1500 metrów                | Boško Božinović · Jugosławia                                                       | 3:42,6 GR  | Mansour Guettaya · Tunezja                                                           | 3:42,7   | Fotis Kourtis · Grecja                                                           | 3:44,1   |
| Bieg na 5000 metrów                | Fernando Cerrada · Hiszpania                                                       | 13:42,0    | Jadour Haddou · Maroko                                                               | 13:42,4  | Chérif Benali · Algieria                                                         | 13:44,0  |
| Bieg na 10 000 metrów              | Abdelkader Zaddem · Tunezja                                                        | 28:27,0 GR | Mariano Haro · Hiszpania                                                             | 28:29,2  | Boualem Rahoui · Algieria                                                        | 28:40,8  |
| Maraton                            | Antonio Baños · Hiszpania                                                          | 2:24:13    | Paolo Accaputo · Włochy                                                              | 2:25:48  | Vassilios Chimonis · Grecja                                                      | 2:29:53  |
| Bieg na 110 metrów przez płotki    | Borisav Pisić · Jugosławia                                                         | 14,29      | Efstratios Vassiliou · Grecja                                                        | 14,33    | Juan Lloveras · Hiszpania                                                        | 14,42    |
| Bieg na 400 metrów przez płotki    | Jean-Claude Nallet · Francja                                                       | 49,76 GR   | Jeorjos Paris · Grecja                                                               | 50,26    | Stawros Dziordzis · Grecja                                                       | 50,94    |
| Bieg na 3000 metrów z przeszkodami | Boualem Rahoui · Algieria                                                          | 8:22,2 GR  | Antonio Campos · Hiszpania                                                           | 8:22,6   | Franco Fava · Włochy                                                             | 8:23,8   |
| Sztafeta 4 × 100 metrów            | Francja · Dominique Chauvelot · Gilles Échevin · Joseph Arame · Lucien Sainte-Rose | 39,42 GR   | Włochy · Pasqualino Abeti · Pietro Mennea · Luciano Caravani · Luigi Benedetti       | 39,66    | Hiszpania · José Luis Sánchez · Javier Martínez · Miguel Arnau · Josep Carbonell | 40,46    |
| Sztafeta 4 × 400 metrów            | Jugosławia · Ivica Ivičak · Milorad Čikić · Milovan Savić · Josip Alebić           | 3:05,58 GR | Francja · Roqui Sanchez · Francis Kerbiriou · Francis Demarthon · Jean-Claude Nallet | 3:06,28  | Włochy · Flavio Borghi · Alfonso Di Guida · Bruno Magnani · Giorgio Ballati      | 3:06,72  |
| Chód na 20 kilometrów              | Armando Zambaldo · Włochy                                                          | 1:33:21 GR | Vinko Galušić · Jugosławia                                                           | 1:33:31  | Josep Marín · Hiszpania                                                          | 1:36:46  |

#### konkurencje techniczne
| Konkurencja:   | 1. miejsce                     | Rezultat | 2. miejsce                     | Rezultat | 3. miejsce                       | Rezultat |
| Skok wzwyż     | Giordano Ferrari · Włochy      | 2,16 GR  | Enzo Del Forno · Włochy        | 2,16     | Dimitrios Patronis · Grecja      | 2,13     |
| Skok o tyczce  | Silvio Fraquelli · Włochy      | 5,00     | Lakhdar Rahal · Algieria       | 5,00     | Renato Dionisi · Włochy          | 5,00     |
| Skok w dal     | Nenad Stekić · Jugosławia      | 8,23 w   | Rafael Blanquer · Hiszpania    | 7,70     | Panayotis Chatzistathis · Grecja | 7,60     |
| Trójskok       | Bernard Lamitié · Francja      | 16,19    | Milan Spasojević · Jugosławia  | 16,15    | Thomas Thoma · Grecja            | 15,84    |
| Pchnięcie kulą | Ivan Ivančić · Jugosławia      | 19,43    | Jean-Marie Djebaili · Algieria | 17,52    | Omar Musa Mejbari · Libia        | 16,47    |
| Rzut dyskiem   | Armando De Vincentiis · Włochy | 61,26 GR | Silvano Simeon · Włochy        | 59,52    | Nikolaos Tsiaras · Grecja        | 54,70    |
| Rzut młotem    | Srećko Štiglić · Jugosławia    | 68,22    | Faustino De Boni · Włochy      | 66,44    | Jacques Accambray · Francja      | 65,16    |
| Rzut oszczepem | Žarko Primorac · Jugosławia    | 74,20    | Serge Leroy · Francja          | 70,91    | Renzo Cramerotti · Włochy        | 69,84    |
| Dziesięciobój  | Zissis Kourelos · Grecja       | 7190 pkt | Eduardo Rodríguez · Hiszpania  | 7098 pkt | Nurullah Candan · Turcja         | 7074 pkt |

### Kobiety

#### konkurencje biegowe
| Konkurencja:                    | 1. miejsce                                                                  | Rezultat  | 2. miejsce                                                                  | Rezultat | 3. miejsce                                                             | Rezultat |
| Bieg na 100 metrów              | Rita Bottiglieri · Włochy                                                   | 11,79 GR  | Jelica Pavličić · Jugosławia                                                | 11,80    | Nadine Goletto · Francja                                               | 11,87    |
| Bieg na 400 metrów              | Jelica Pavličić · Jugosławia                                                | 52,54 GR  | Rita Bottiglieri · Włochy                                                   | 53,34    | Rosa Colorado · Hiszpania                                              | 55,55    |
| Bieg na 800 metrów              | Paola Pigni-Cacchi · Włochy                                                 | 2:03,8    | Gabriella Dorio · Włochy                                                    | 2:04,5   | Madeleine Thomas · Francja                                             | 2:07,3   |
| Bieg na 1500 metrów             | Paola Pigni-Cacchi · Włochy                                                 | 4:12,8 GR | Gabriella Dorio · Włochy                                                    | 4:16,6   | Carmen Valero · Hiszpania                                              | 4:20,3   |
| Bieg na 100 metrów przez płotki | Nadine Fricault · Francja                                                   | 13,59 GR  | Ileana Ongar · Włochy                                                       | 13,81    | Đurđa Fočić · Jugosławia                                               | 13,83    |
| Sztafeta 4 × 100 metrów         | Francja · Annie Alizé · Nadine Goletto · Catherine Delachanal · Nicole Pani | 44,93 GR  | Jugosławia · Branislava Gak · Lidija Vidmar · Đurđa Fočić · Jelica Pavličić | 45,44    | Włochy · Maura Gnecchi · Cecilia Molinari · Laura Nappi · Ileana Ongar | 45,92    |

#### konkurencje techniczne
| Konkurencja: | 1. miejsce                   | Rezultat | 2. miejsce                     | Rezultat | 3. miejsce               | Rezultat |
| Skok wzwyż   | Sara Simeoni · Włochy        | 1,89 GR  | Snežana Hrepevnik · Jugosławia | 1,80     | Đurđa Fočić · Jugosławia | 1,75     |
| Rzut dyskiem | Vassiliki Karafylli · Grecja | 52,34 GR | Renata Scaglia · Włochy        | 50,60    | Noëlle Jarry · Francja   | 50,28    |

## Tabela medalowa
| Miejsce | Reprezentacja | Złoto | Srebro | Brąz | Razem |
| 1       | Włochy        | 10    | 10     | 6    | 26    |
| 2       | Jugosławia    | 10    | 6      | 3    | 19    |
| 3       | Francja       | 5     | 2      | 6    | 13    |
| 4       | Grecja        | 2     | 4      | 7    | 13    |
| 5       | Hiszpania     | 2     | 4      | 5    | 11    |
| 6       | Algieria      | 1     | 3      | 2    | 6     |
| 7       | Tunezja       | 1     | 1      | 0    | 2     |
| 8       | Maroko        | 0     | 1      | 0    | 1     |
| 9       | Libia         | 0     | 0      | 1    | 1     |
| 9       | Turcja        | 0     | 0      | 1    | 1     |
| Poz.    | Razem:        | 31    | 31     | 31   | 93    |